# Octave Boudouard
Octave Leopold Boudouard (1872–1923) là một nhà hóa học người Pháp nổi tiếng với sự khám phá phản ứng Boudouard năm 1905.

## Nghề nghiệp
Octave Leopold Boudouard là giáo sư tại Conservatoire national des arts et métiers ở Paris. Ông đã làm việc trong các lĩnh vực hóa học ứng dụng khác nhau, chẳng hạn như hóa học nhiên liệu và đất sét. Công trình quan trọng nhất của ông là nghiên cứu về cân bằng hóa học khi khử oxide sắt trong lò cao. Năm 1901, ông đề xuất lý thuyết đầu tiên về quá trình hydro hóa carbon monoxide, trong đó ông cho rằng oxide kim loại phản ứng với carbon. Năm 1905, Boudouard đề xuất phản ứng Boudouard, giải thích phản ứng carbon và carbon dioxide kết hợp để tạo thành carbon monoxide ở nhiệt độ cao, trong khi phản ứng ngược lại xảy ra ở nhiệt độ thấp hơn. Năm 1912, ông xuất bản một bài báo về không khí ở Paris, nghiên cứu các chất hóa học gây ô nhiễm không khí thành phố đó.

## Phản ứng Boudouard
Phản ứng Boudouard có phương trình như sau:
{\displaystyle {\ce {2CO <=> CO2 + C}}}
Boudouard phát hiện ra rằng khi một lượng dư than cốc phản ứng với không khí hoặc các oxide kim loại, dưới khoảng 400 °C sẽ tạo ra carbon dioxide và bồ hóng, trong khi ở nhiệt độ trên 1.000 °C thì tạo ra carbon monoxide. Nhờ cân bằng hóa học này, hỗn hợp khí carbon monoxide, carbon dioxide và bồ hóng được tạo ra. Vận dụng phản ứng Boudouard là một yếu tố quan trọng trong việc thiết kế lò cao với mục tiêu là tối đa hóa việc sử dụng nhiên liệu đồng thời giảm thiểu việc tạo ra bồ hóng.

## Công trình tiêu biểu
- Le Chatelier, H.; Boudouard, O. (1898). "Limits of Flammability of Gaseous Mixtures". Bulletin de la Société Chimique de France. Quyển 19. Paris. tr. 483–488.
- Le Chatelier, H.; Boudouard, O. (1900). Mesure des températures élevées. Paris: G. Carré et C. Naud.
- Chatelier, Henri Le; Boudouard, Octave; Burgess, George Kimball (1912). High-temperature measurements. Wiley. Truy cập ngày 17 tháng 5 năm 2013.
- Boudouard, O. (1922). Paul Schutzenberger et l'isotopie.